# Apocolocyntosis divi Claudii
L'Apocolocyntosis divi Claudii («La transformació en carabassa del diví Claudi») és una obra satírica escrita per Luci Anneu Sèneca (4 aC - 65) a manera d'invectiva contra el difunt emperador Claudi, que l'havia condemnat a un exili a l'illa de Còrsega. El terme apocolocyntosis, d'origen grec, significa «transformació en carabassa», i està usat irònicament en contraposició al terme apotheosis, que significava «transformació en déu» o, en altres paraules, «divinització» o «deïficació» (que es creia que era el que succeïa als emperadors romans quan morien). L'estil de l'obra és el de la sàtira menipea, que combina prosa amb vers.

## Resum de l'argument
Després d'haver mort, Claudi puja a l'Olimp per a convertir-se en déu, però a proposta de l'emperador August divinitzat, que exposa les accions vergonyoses de Claudi en vida, els déus rebutgen la seva admissió. Mercuri el condueix al món subterrani dels morts i el jutge dels morts el condemna amb motiu dels seus assassinats a jugar amb un gobelet foradat. A continuació, Calígula el reclama com a esclau i, finalment, acaba com a servent d'un llibert.